# Guy Hoffman
Guy Hoffman, född 20 maj 1954 i Milwaukee, Wisconsin, är en amerikansk trummis och sångare, tidigare med i band som Oil Tasters, BoDeans, Violent Femmes och Absinthe. Han är kompositör för filmer som Field Day och grundmedlemmen i Radio Romeo.

## Diskografi
- Oil Tasters (1980)
- Love & Hope & Sex & Dreams (1986)
- New Times (1994)
- Woodstock '94 (1994) CD and VHS
- Rock!!!!! (1995)
- Grosse Pointe Blank: Music from the Film (1997)
- The Great Lost Brew Wave Album (1997)
- A Good Day To Die (1998)
- Viva Wisconsin (1999)
- Freak Magnet (2000)
- History in 3 Chords (2001)
- Something's Wrong (2001)
- Permanent Record: The Very Best Of Violent Femmes (2005)
- Permanent Record - Live & Otherwise (2005) DVD